# Магно-таафеїт-2N’2S
Магно-таафеїт-2N’2S (також магнезіотаафеїт-2N'2S, до 2002 року — таафеїт) — мінерал класу оксидів, названий на честь його першовідкривача Річарда Тааффе (1898—1967), який знайшов перший зразок, огранований і полірований дорогоцінний камінь, у жовтні 1945 року в ювелірній майстерні в Дубліні, Ірландія. Таким чином, це єдиний дорогоцінний камінь, який вперше був ідентифікований з вже огранованого каменю. Більшість зразків цього дорогоцінного каменю до Тааффе були помилково ідентифіковані як шпінель. Протягом багатьох років після цього він був відомий лише в кількох зразках і досі є одним з найрідкісніших мінералів — дорогоцінних каменів у світі.
З 2002 року Міжнародна мінералогічна асоціація схвалила офіційну назву таафеїту як мінералу: Magnesiotaaffeite-2N’2S.
За первісною назвою мінералу іменується підгрупа таафеїту, членом якого він є. Інші члени цього мінерального ряду:
- Феро-таафеїт-2N’2S — (Fe2+,Mg, Zn)3Al8BeO16[13]
- Феро-таафеїт-6N’3S (раніше феротаафеїт[14] та перманіт) — Fe2+Be2Al6O12[13]
- Магно-таафеїт-6N’3S (також мусгравіт)[15] — Mg2BeAl6O12[13]

## Відкриття

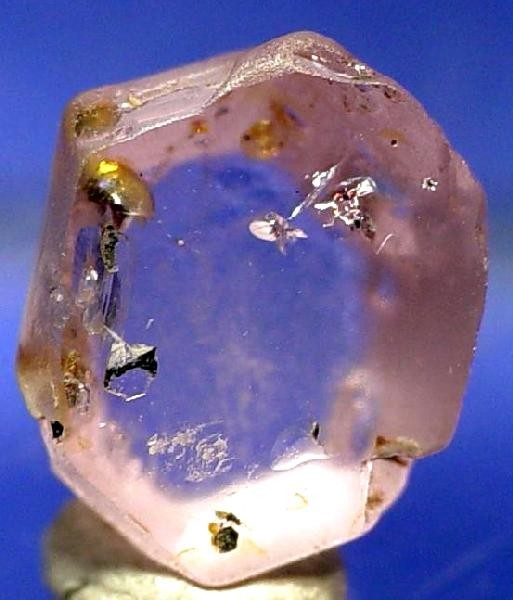
Зразок з Ратнапури, Шрі-Ланка

Тааффе купив у ювеліра декілька дорогоцінних каменів у жовтні 1945 року. Помітивши невідповідності між таафеїтом і шпінеллю, Тааффе надіслав деякі зразки Б. В. Андерсону з лабораторії Лондонської торгової палати для ідентифікації 1 листопада 1945 року. 5 листопада 1945 року Андерсон відповів Тааффе, що вони не впевнені, чи це була шпінель чи щось нове; він також запропонував написати про це в журнал Gemologist.

## Властивості
У 1951 році хімічний та рентгенівський аналіз підтвердив основні складові таафеїту: берилій, магній та алюміній. До того не було виявлено мінералів, які містять водночас берилій і магній як основні компоненти.
Хімічна формула: BeMgAl4O8.
Плутанина між шпінеллю і таафеїтом зрозуміла, оскільки їх певні структурні особливості ідентичні. Андерсон та ін. класифікували таафеїт як проміжний мінерал між шпінеллю та хризоберилом. На відміну від шпінелі, таафеїт має властивість подвійного заломлення, що дозволяє розрізняти ці два мінерали.

## Використання
Через свою рідкість таафеїт використовується лише як дорогоцінний камінь (однак кристали таафеїту є дуже крихкими, схильними до розщеплення і тому вельми чутливі до обробки). Входить до 19 найдорожчих речовин у світі (вартість таафеїту від 2 до 16 тис. євро за грам).

## Генезис
Таафеїт зустрічається в карбонатних породах поряд з флюоритом, слюдою, шпінеллю і турмаліном. Цей надзвичайно рідкісний мінерал все частіше зустрічається в алювіальних відкладеннях Шрі-Ланки та південної Танзанії; таафеїт нижчого класу якості знаходять у вапнякових відкладеннях у Китаї.